# Baie du Skodern
Baie du Skodern är en vik i Antarktis. Den ligger i Östantarktis. Frankrike gör anspråk på området.